# Media type
Un media type (lett. "tipo di medium", originariamente noto come MIME type, in italiano tipo MIME) è un identificativo diviso in due parti usato per specificare il tipo di contenuto di un file o di una risorsa trasmessa su Internet. La sua funzione è quella di permettere ai sistemi informatici di interpretare correttamente il contenuto e di conseguenza gestirlo in modo appropriato.
I media type sono registrati ufficialmente presso l'Internet Assigned Numbers Authority (IANA). L'elenco completo dei tipi registrati è disponibile sul sito web dell'IANA. Oltre ai tipi registrati ufficialmente, è possibile utilizzare anche tipi non registrati. Questi tipi sono definiti dagli sviluppatori e non è garantita la loro compatibilità con tutti i sistemi.
Durante una comunicazione HTTP, il media type è indicato l'header HTTP della risposta del server, più precisamente nel Content-Type.
Se un browser non riconosce un media type, potrebbe non essere in grado di interpretare correttamente il contenuto del file. In questo caso, l'utente potrebbe ricevere un messaggio di errore o il file potrebbe essere scaricato invece di essere visualizzato immediatamente.

## Struttura
Un media type è composto da due parti separate da una barra (/):
- Tipo principale: indica la categoria generale a cui appartiene il contenuto. I tipi attualmente riconosciuti dall'IANA sono:[3][2]
  - text per testi;
  - image per immagini;
  - audio per audio;
  - video per video;
  - application per applicazioni;
  - message per messaggi/comunicazioni;
  - font per tipologie di caratteri;
  - example per esempi sull'uso dei media type;
  - model per modelli 3D;
  - multipart per contenuto diviso in più parti, ciascuna delle quali può avere uno specifico media type.
- Sottotipo: specifica il formato specifico del contenuto all'interno del tipo principale. Ad esempio, per il tipo principale image, i sottotipi possono essere png, jpg, gif e così via.

A differenza delle estensioni usate nei nomi dei file, un media type non indica uno specifico formato ma è un identificativo generico per il tipo di contenuto. Ad esempio, tre file con estensioni .doc, .dot e .wiz hanno tutti lo stesso media type application/msword. Viceversa, la stessa estensione può avere più media type. Ad esempio, all'estensione .3gp corrisponde generalmente il media type video/3gpp, ma può essere anche specificato audio/3gpp qualora il file contenga solo audio.

### Esempi
La seguente tabella fornisce un elenco di alcuni dei media type più comuni:
| Tipo principale | Sottotipo | Descrizione        |
| --------------- | --------- | ------------------ |
| text            | html      | Codice HTML        |
| text            | plain     | Testo semplice     |
| image           | png       | Immagine PNG       |
| image           | jpeg      | Immagine JPEG      |
| image           | gif       | Immagine GIF       |
| audio           | mp3       | File audio MP3     |
| video           | mp4       | File video MP4     |
| application     | pdf       | File PDF           |
| application     | zip       | File ZIP compresso |